# Meios
Meios es una freguesia portuguesa del concelho de Guarda, con 5,78 km² de superficie y 197 habitantes (2011). Su densidad de población es de 34,1 hab/km².
Situada en el parque natural de la Sierra de la Estrella, en la margen derecha del río Mondego.